# Imperial Majesty Cruise Line
Die Imperial Majesty Cruise Line war eine US-amerikanische Reederei mit Sitz in Plantation, die von 1999 bis 2009 zwei- und dreitägige Kreuzfahrten von Fort Lauderdale nach Nassau anbot. 2009 wurde die Reederei aufgelöst und durch die Celebration Cruise Line ersetzt.

## Geschichte
Die Imperial Majesty Cruise Line wurde 1999 in Florida gegründet. Das erste Schiff der Reederei wurde die 1955 als Linienpassagierschiff in Dienst gestellte OceanBreeze. In den kommenden vier Jahren war das Schiff für zwei bis dreitägige Kreuzfahrten von Fort Lauderdale nach Nassau im Einsatz.
2003 beschloss die Imperial Majesty Cruise Line, das in die Jahre gekommene Schiff zu ersetzen. Nachfolger der OceanBreeze wurde die 1953 in Dienst gestellte Regal Empress, welche seit der Insolvenz der Regal Cruise Line in Port Manatee auflag. Das neue Schiff war zwar zwei Jahre älter als die OceanBreeze, erfüllte jedoch im Gegensatz zu ihr die neuesten Sicherheitsvorschriften und befand sich in einem guten Zustand. Die Regal Empress übernahm die Route der OceanBreeze für die kommenden sechs Jahre. Die OceanBreeze wurde zum Abwracken nach Chittagong verkauft.
Am 15. März 2009 beendete die Regal Empress ihre letzte Kreuzfahrt für die Imperial Majesty Cruise Line, da sie nicht den 2010 in Kraft tretenden Sicherheitsvorschriften (SOLAS 2010) entsprach. Das Schiff wurde daher zum Abwracken ins indische Alang verkauft, wo es im Juli 2009 eintraf und dort bis März 2010 vollständig zerlegt wurde.
Die Imperial Majesty Cruise Line wurde nach dem Verkauf der Regal Empress aufgelöst und durch die neugegründete Celebration Cruise Line ersetzt. Das einzige Schiff der neuen Reederei wurde die Bahamas Celebration, welche zunächst gleichen Routen wie die Regal Empress bediente.

## Die Schiffe
| Baujahr | Name          | Tonnage    | Dienstzeit bei Imperial Majesty Cruise Line | Bauwerft                            | Verbleib                      |
| ------- | ------------- | ---------- | ------------------------------------------- | ----------------------------------- | ----------------------------- |
| 1955    | OceanBreeze   | 20.204 BRT | 1999–2003                                   | Harland & Wolff, Belfast            | 2003 in Chittagong abgewrackt |
| 1953    | Regal Empress | 22.979 BRT | 2003–2009                                   | Alexander Stephen and Sons, Glasgow | 2009 in Alang abgewrackt      |

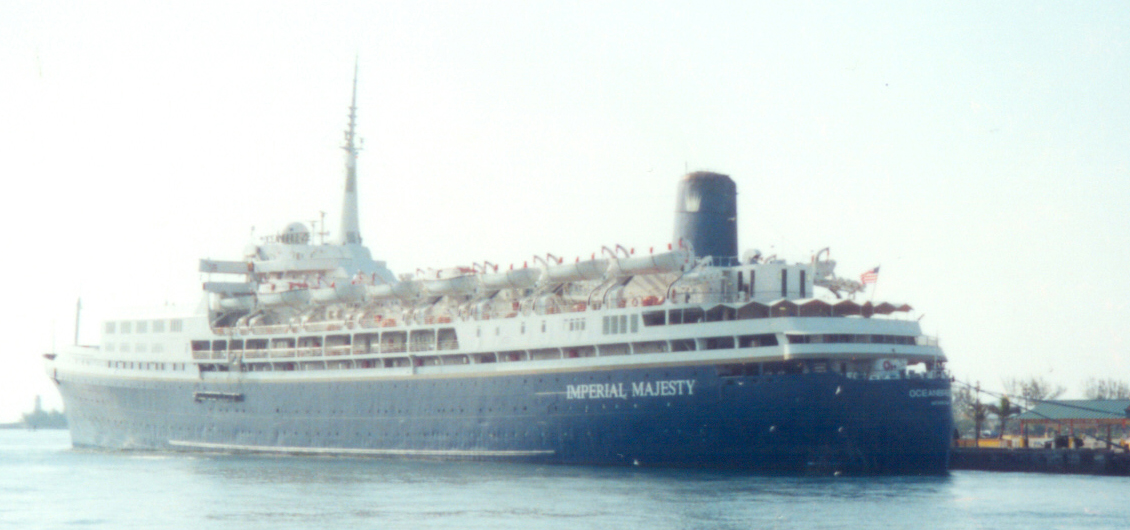
Die OceanBreeze, 2000
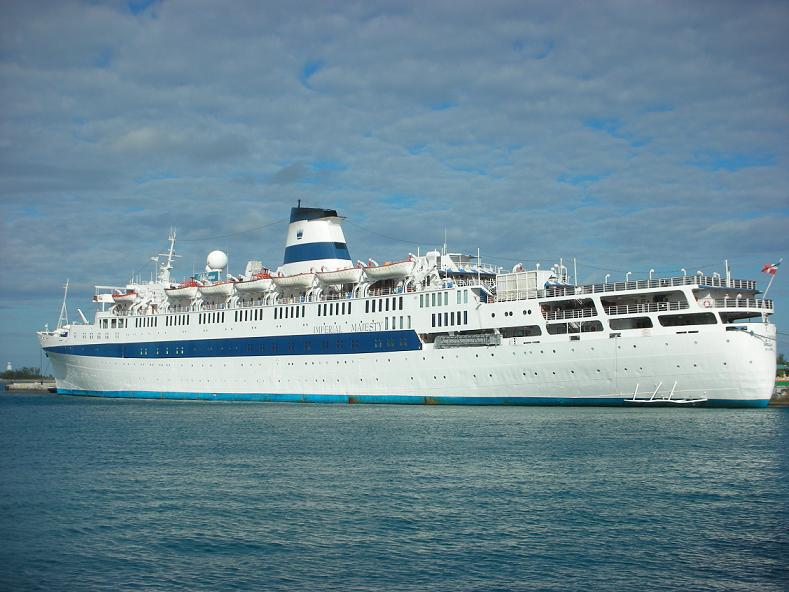
Die Regal Empress, 2006